# 너는 내 운명 (2005년 영화)
"너는 내 운명"은 2005년에 개봉한 대한민국의 영화이며 2002년 벌어진 여수 에이즈 사건을 모티브로 한 영화이다. 여주인공을 맡은 전도연은 대한민국 영화대상과 대종상에서 여우주연상을, 상대역을 맡은 황정민은 대한민국 영화대상과 청룡 영화제에서 남우주연상을 수상하였다. 한편 황정민이 분한 김석중 역은 당초 조재현이 낙점됐으나 여주인공 섭외가 잘 되지 않아 진행에 차질을 빚은 이유로 인해 고사했다.

## 줄거리
순박한 농부 석중(황정민)은 동네 티켓 다방 종업원 은하(전도연)에게 첫눈에 반한다. 그러나 은하는 사실 에이즈 감염자이다.
처음에는 단순한 만남으로 생각해 가지만 점점 석중의 진심을 느껴가면서 사랑을 확신하게 되다가...

## 캐스팅
- 전도연 : 전은하 역
- 황정민 : 김석중 역
- 나문희 : 석중 모 역
- 정유석 : 천수 역
- 서주희 : 규리 역
- 윤제문 : 재호 역
- 임종윤 : 인중 역
- 김상호 : 김경배 역
- 고수희 : 황유순 역
- 김부선 : 김 여인 역
- 김광규 : 마을 이장 역
- 이규복 : 백종우 사진기자 역
- 이경아 : 인중 처 역
- 백도빈 : 국선 변호사 역
- 신승리 : 보건소 여직원 역
- 김정영 : 맞선녀 역
- 동효회 : 담당교도관 1 역
- 이윤미 : 담당교도관 2 역
- 오정세 : 구형검사 역
- 박찬국 : 업주 이씨 역
- 문원주 : 브로커 국씨 역
- 강숙 : 강씨 역
- 송준호 : 윤락가 어린 남 역
- 얀 : 에밀린다 역
- 유지연 : 수협 직원 여 역
- 박진우 : 형사 1 역
- 박연두 : 형사 2 역
- 손경원 : 가게 주인 남자 역
- 정희정 : 가게 주인 여자 역
- 김수연 : 단란주점 아가씨 역
- 홍석연 : 노인 1 역
- 최대웅 : 노인 2 역
- 이미소 : 미소 역
- 홍정혜 : 판사 역
- 박진택 : 참가정 직원 역
- 박정민 : 참가정 여직원 역
- 배윤범 : 방송기자 1 역
- 김주령 : 방송기자 2 역
- 강영구 : 신문기자 1 역
- 박명규 : 신문기자 2 역
- 황효은 : 다방아가씨 1 역
- 최윤정 : 다방 아가씨 2 역
- 한지원 : 다방 아가씨 3 역
- 이민아 : 윤락가 아가씨 1 역
- 권계현 : 윤락가 아가씨 2 역
- 신수현 : 인중 큰딸 역
- 정광재 : 단란주점 아저씨 역
- 고선영 : 교도소 수감녀 1 역
- 변신호 : 교도소 수감녀 2 역
- 허남일 : 면회실 직원 역
- 한상철 : 중대장 역
- 정영헌 : 선임 하사 역
- 안상윤 : 단란주점 종업원 역
- 김옥자 : 마을 주민 역
- 김학선 : 여관 구타남 역
- 김수연
- 류승수 : 철규 역 (우정출연)
- 백종학 : 기자 역 (우정출연)

## 같이 보기
- 티켓 다방